# R136c
Désignations
R136c est une étoile située dans R136, un amas ouvert pesant 450 000 masses solaires et contenant 10 000 étoiles situé à 163 000 années-lumière. R136c serait la deuxième étoile observée la plus massive, derrière R136a1, avec 230 masses solaires.

## Caractéristiques
R136c est une étoile Wolf-Rayet de type spectral WN5h et d’une température de 51 000 K. Elle fait 230 fois la masse du soleil et est 5,6 millions de fois plus lumineuse. Cependant elle ne fait que 18,4 fois le rayon du Soleil. Comme toutes les étoiles Wolf-Rayet, R136c a perdu de la masse en raison d'un fort vent stellaire avec des vitesses supérieures à 2 000 km/s et des taux de perte de masse supérieurs à 10−5 masses solaires par an. Elle est fortement soupçonnée d’être une étoile binaire, en raison de la détection d’une émission de rayons X durs typique des binaires éoliens en collision, mais on pense que le compagnon n’apporte qu’une faible contribution à la luminosité totale.

## Futur
R136c est si énergique qu'elle a déjà perdu une fraction importante de sa masse initiale, même s'il n'a que quelques millions d'années. Elle est toujours dans la séquence principale, fusionnant l'hydrogène en son noyau. Son destin dépend de la quantité de masse qu'elle perd avant que son noyau ne s'effondre, mais il est probable qu'il en résulte une supernova. Les modèles les plus récents suggèrent que les étoiles les plus massives explosent sous la forme d'une supernova de type Ic, bien que des résultats différents soient possibles pour les étoiles binaires. Certaines de ces supernovas devraient produire un type de sursaut gamma et le résultat attendu est un trou noir.